# Шлюнько, Владимир Дмитриевич
Владимир Дмитриевич Шлюнько (род. 28 сентября 1949) — советский хоккеист, нападающий. Мастер спорта СССР.

## Биография
Воспитанник новосибирского хоккея (СКА, «Сибирь»). В составе «Сибири» провёл четыре сезона в первой группе класса «А» — высшей лиге (1967/68 — 1970/71). 11 следующих сезонов отыграл в команде второй лиги «Мотор» Барнаул, по данным газеты «Алтайский спорт» забросил 154 шайбы.
Директор, тренер СДЮШОР «Алтай» (Барнаул).